# Regione di Gozo
La regione di Gozo è una delle sei regioni di Malta.
Comprende tutta l'isola di Gozo, Comino e altri isolotti minori. Raccoglie 14 consigli locali.

## Consigli locali
- Fontana
- Għajnsielem
- Għarb
- Għasri
- Kerċem
- Monsciar
- Nadur
- Qala
- Rabato
- San Lorenzo
- Sannat
- Xagħra
- Xeuchia
- Zebbug